# 29e bataillon de transmissions
Le 29e Bataillon de transmissions (29e BT) est un régiment créé en 1991.
Stationné à Poitiers, il était chargé de mettre en œuvre les télécommunications de la chaîne stratégique sur la Circonscription militaire de défense (CMD) de Limoges.
Il fut dissous le 1er juillet 1995 et remplacé par le 58e Régiment de transmissions.